# Patrick d'Assumçao
Patrick d'Assumçao (nacido el 1 de junio de 1959) es un actor francés.

## Filmografía
| Año  | Título                            | Role                 | Director                | notas |
| ---- | --------------------------------- | -------------------- | ----------------------- | --- |
| 2000 | L'alejandrofagia                  | Crémieux             | Sylvain Gillet          | Corto |
| 2007 | Paris enquêtes criminelles        | El cerrajero         | Bertrand Van Effenterre | Serie de televisión (1 episodio) |
| 2010 | Coursier                          | El barman            | Herve Renoh             | |
| 2010 | Tant que tu respires              | Óscar                | fara sene               | Corto |
| 2013 | L'Inconnu du lac                  | enrique              | Alain Guiraudie         | Premio de la Sociedad Internacional de Cinéfilos al Mejor Actor de Reparto Premio Internacional de Cine Online al Mejor Actor de Reparto Nominado - Premio César al Mejor Actor de Reparto Nominado - Encuesta de críticos de Indiewire - Mejor actor de reparto Nominado - Encuesta de cine Village Voice - Mejor actor de reparto |
| 2013 | Mathieu                           | Pedro                | Massimiliano Camaiti    | Corto |
| 2014 | La loi                            | lucien neuwirth      | Christian Fauré         | Película de televisión |
| 2015 | Journal d'une femme de chambre    | capitán mauger       | Benoît Jacquot          | |
| 2015 | Tres recuerdos de mi juventud     | El monje             | Arnaud Desplechin       | |
| 2015 | Floride                           | hombre, en, pabellón | Felipe Le Guay          | |
| 2015 | Una infancia                      | El maestro           | Philippe Claudel        | |
| 2015 | Los ogros                         | amante de marion     | Lea Fehner              | |
| 2015 | La vida muy privada de Mister Sim | El vecino            | michel leclerc          | |
| 2015 | Todo sobre ellos                  | Guillermo            | Jérôme Bonnell          | |
| 2015 | Piernas de tierra                 | jefe de dom          | Samuel Collardey        | |
| 2015 | Punk a chino                      | michel               | Rémi Mazet              | Corto |
| 2015 | Ainsi soient-ils                  | Padre Chalumeau      | rodolfo tissot          | Serie de televisión (6 episodios) |
| 2016 | La muerte de Luis XIV             | Guy-Crescent Fagon   | Albert Serra            | |
| 2016 | Corazón Ártico                    | Felipe               | María Madinier          | |
| 2016 | Le chant du merle                 | M. Verlhac           | Frédéric Pelle          | |
| 2017 | Primario                          | M. Sabatier          | hélène ángel            | |
| 2018 | La aparición                      | Padre Borrodine      | Xavier Giannoli         | |
| 2019 | J'ai perdu mon corps              |                      | Jérémy Clapin           | Voz |
| 2019 | Marianne                          | Pere Xavier          | Samuel Bodín            | Serie de televisión (8 episodios) |
| 2021 | Cœurs vaillants                   | El cura              | Mona Achache            | |